# Zell Dincht
(Esclamazione tipica di Zell)
Zell Dincht (ゼル・ディン, Zeru Din) è un personaggio del videogioco Final Fantasy VIII, della famosa saga Final Fantasy della Squaresoft.
Ha un carattere impulsivo che spesso lo porta a combinare qualche guaio. Già appena entrerà nel gruppo, durante una missione, davanti alle telecamere sbandiererà in diretta di essere un SeeD del Garden di Balamb e questo porterà l'accademia in grave pericolo.
Ha passato l'infanzia come tanti dopo la fine della guerra della strega in un orfanotrofio, dove all'età di 5 anni venne adottato dalla famiglia Dincht. Nel gioco lo si vedrà vivere assieme alla madre in una modesta casa della solare cittadina di Balamb e verso la fine del gioco si vedrà finalmente anche la sua camera di cui va molto fiero e di cui è molto geloso.
Si iscrive all'accademia del Garden di Balamb per diventare un valoroso guerriero come lo era stato suo nonno.
Qui al Garden conosce due importanti amori: la bibliotecaria e i panini della mensa, talmente buoni che raramente riesce a rimediarne qualcuno.
È considerato da Squall un rompiscatole e viene insultato a Dollet da Seifer, che lo definirà un "gallinaccio" per via dell'enorme ciuffo rizzato in alto che porta. Un altro segno particolare è il bizzarro tatuaggio che gli copre metà viso.
Le sue armi sono solamente i suoi pugni e questa sua dote sarà molto comoda quando si troveranno tutti disarmati nella prigione di Galbadia.

## Scheda
- Nome: Zell Dincht
- Altezza: 1,67 metri
- Età: 17 anni
- Data di nascita: 17 marzo
- Gruppo sanguigno: B
- Arma: Guanti
- Tecnica Speciale: Duello